# Steinbach (Fulda)
Steinbach is een plaats in de Duitse gemeente Burghaun, deelstaat Hessen, en telt 1500 inwoners (2006).

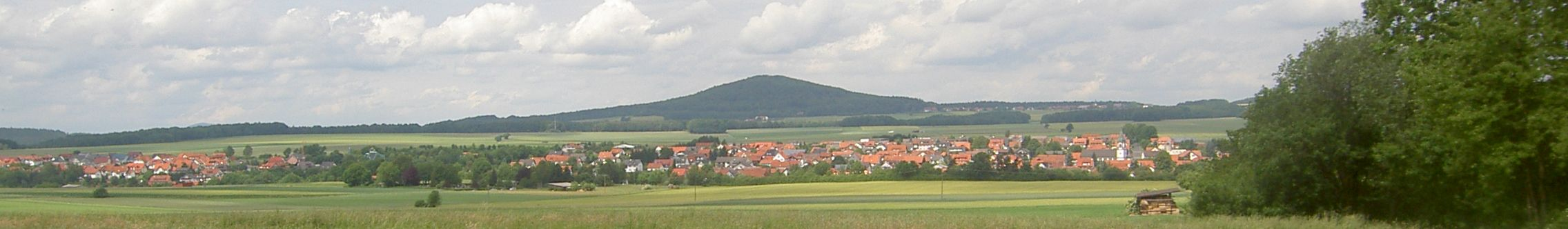
Zicht op het dorp